# Macropisthodon flaviceps
Espèce
Synonymes
- Amphiesma flaviceps Duméril, Bibron & Duméril, 1854
- Amphiesma rufo torquatum Edeling, 1864
- Tropidonotus leucomelas Günther, 1864

Statut de conservation UICN

 LC  : Préoccupation mineure
Macropisthodon flaviceps est une espèce de serpents de la famille des Natricidae. 

## Répartition
Cette espèce se rencontre :
- en Indonésie sur les îles de Sumatra, de Nias, de Bangka et au Kalimantan sur l'île de Bornéo
- en Malaisie péninsulaire et en Malaisie orientale ;
- en Thaïlande.

## Publication originale
- Duméril, Bibron & Duméril, 1854 : Erpétologie générale ou histoire naturelle complète des reptiles. Tome septième. Première partie, p. 1-780 (texte intégral).